# Élections générales sud-africaines de 1938
Les élections générales sud-africaines du 18 mai 1938 sont les premières élections législatives remportées par le parti uni du premier ministre James B. Hertzog, issu de la fusion du parti sud-africain de Jan Smuts et du  Parti national de Hertzog.
Face au parti uni triomphant s'oppose le Parti national purifié, une branche dissidente du parti national, dirigé par Daniel François Malan et principalement implanté dans la province du Cap.
Il s'agit des premières élections intervenues après l'adoption de la loi sur la représentation des autochtones de 1936 qui a retiré les électeurs noirs de la liste électorale commune dans la province du Cap.

## Franchise électorale
En application du South Africa Act de 1910, modifié par un amendement en 1931, tous les hommes blancs et toutes les femmes blanches résidant en Afrique du Sud sont électeurs à partir du moment où ils sont âgés de plus de 21 ans. Dans la province du Cap, un système de franchise électorale non raciale, hérité de la colonie du Cap et basé sur l'instruction, le salaire et la propriété, permet aux hommes de couleurs (coloureds) de bénéficier du droit de vote et d'émarger sur les mêmes listes électorales que les blancs. Un système similaire plus restrictif existe aussi au Natal.[réf. nécessaire]
| Province  | Blancs  | Autochtones (Noirs) | Coloured | Asiatiques (Indiens) |
| --------- | ------- | ------------------- | -------- | -------------------- |
| Cap       | 382 103 | 10 628              | 21 596   | 1 401                |
| Natal     | 91 762  | 1                   | 343      | 10                   |
| Transvaal | 349 400 | -                   | -        | -                    |
| Orange FS | 101 089 | -                   | -        | -                    |

À la suite de l'adoption par la quasi-totalité des parlementaires (moins 11 voix) de la loi sur la représentation des autochtones de 1936, les 11 000 électeurs noirs de la province du Cap, qui avaient jusqu'alors les mêmes droits électoraux restreints que les électeurs coloureds, sont retirés des listes électorales communes et réinscrits sur des listes électorales séparées afin de désigner trois députés (blancs) et 4 sénateurs (blancs) chargés de défendre leurs intérêts au parlement,. Cette loi met ainsi un terme effectif à la franchise électorale du Cap en ce qui concerne l'électorat noir, tandis que la population Coloured continue de pouvoir jouir de cette franchise . Les élections concernant ces députés eurent lieu en juin 1937. Trois candidats indépendants furent élus parmi lesquels Margaret Ballinger. Dans le même mouvement, un conseil représentatif indigène, constitué de 23 membres (12 noirs indirectement élus, 4 noirs nommés par le Gouverneur-Général, 6 commissaires en chef aux Affaires indigènes) et présidé par le Secrétaire aux Affaires Indigènes, est mis en place (il sera aboli par le Bantu Authorities Act en 1951).

## Mode de scrutin à la chambre de l'assemblée du parlement
La chambre de l'assemblée du parlement de l'Union d'Afrique du Sud compte 150 sièges en 1938.
Le mode de scrutin appliqué depuis la formation de l'Union d'Afrique du Sud est celui du scrutin uninominal majoritaire à un tour. Son avantage est de permettre l'élection d'un candidat qui aura obtenu le plus de voix sur sa circonscription électorale mais son principal défaut est aussi de permettre l'élection d'un candidat qui peut se révéler minoritaire quand il n'a pas obtenu plus de 50 % des voix.
La délimitation des circonscriptions électorales est celle réalisée en 1937.
| Provinces        | province du Cap | Natal | État libre d'Orange | Transvaal | Total |
| ---------------- | --------------- | ----- | ------------------- | --------- | ----- |
| Nombre de sièges | 59              | 16    | 15                  | 60        | 150   |

À ces 150 députés s'ajoutent dorénavant les trois députés mandataires des électeurs noirs de la province du Cap.

## Forces politiques en présence

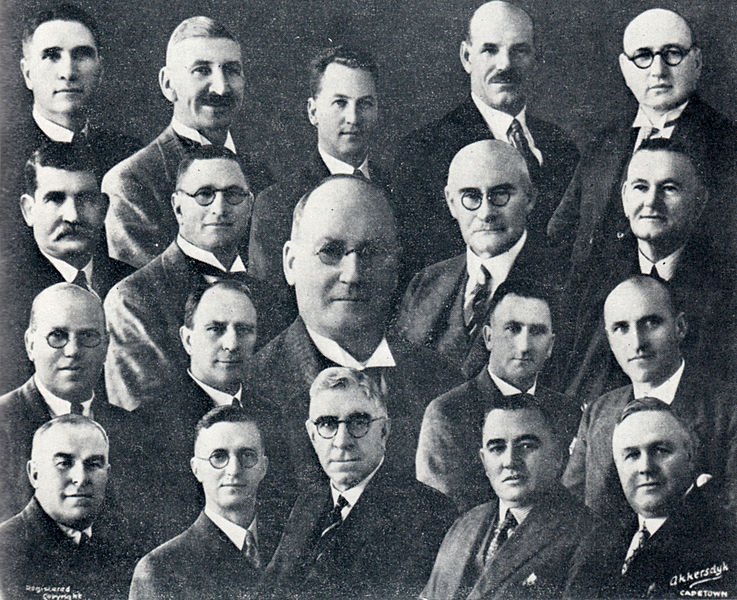
Les 19 députés nationalistes qui refusent, autour de Daniel Malan, la fusion avec le parti uni et fondent le Parti national purifié

Le parti national et le parti sud-africain, alliés au parlement et au gouvernement depuis les élections de 1933, ont finalement fusionnés pour former le parti uni d'Afrique du Sud le 5 décembre 1934.
Des voix dissidentes dans chacun des deux partis se sont élevés pour s'opposer à la fusion. Au parti national, cette branche dissidente représentant le "courant extrémiste néerlandais", regroupé autour de Daniel François Malan et du parti national de la province du Cap, s'est constitué en parti national purifié. Dix-neuf députés ont rallié ce parti au parlement, formant alors l'opposition officielle.
Au parti sud-africain, les fédéralistes du Natal ont formé de leur côté le parti pro-britannique du Dominion.

## Contexte électoral
Ces élections interviennent dans le contexte des festivités du centenaire du grand Trek.

## Résultats
|                                      |                                      |                                      |                                      |                                      |        |     |  |  |  |  |  |  |  |  |
| Partis                               | Partis                               | Votes                                | %                                    | +/-                                  | Sièges | +/- |  |  |  |  |  |  |  |  |
|                                      | Parti uni                            | 446 032                              | 53,81                                | 0,14                                 | 111    | 25  |  |  |  |  |  |  |  |  |
|                                      | Parti national purifié               | 259 543                              | 31,31                                | Nv.                                  | 27     | 27  |  |  |  |  |  |  |  |  |
|                                      | Parti du Dominion (en)               | 52 356                               | 6,32                                 | Nv.                                  | 8      | 8   |  |  |  |  |  |  |  |  |
|                                      | Parti travailliste                   | 48 641                               | 5,87                                 | 0,47                                 | 3      | 1   |  |  |  |  |  |  |  |  |
|                                      | Parti socialiste                     | 4 963                                | 0,60                                 | Nv.                                  | 1      | 1   |  |  |  |  |  |  |  |  |
|                                      | Indépendants                         | 17 362                               | 2,09                                 | 25,2                                 | 0      | 10  |  |  |  |  |  |  |  |  |
| Représentants des nations primitives | Représentants des nations primitives | Représentants des nations primitives | Représentants des nations primitives | Représentants des nations primitives | 3      | Nv. |  |  |  |  |  |  |  |  |
|                                      |                                      |                                      |                                      |                                      |        |     |  |  |  |  |  |  |  |  |
| Votes valides                        | Votes valides                        | 828 897                              | 99,22                                |                                      |        |     |  |  |  |  |  |  |  |  |
| Votes blancs et invalides            | Votes blancs et invalides            | 6 481                                | 0,78                                 |                                      |        |     |  |  |  |  |  |  |  |  |
| Total                                | Total                                | 835 378                              | 100                                  | –                                    | 153    | 3   |  |  |  |  |  |  |  |  |
| Abstentions                          | Abstentions                          | 217 274                              | 20,64                                |                                      |        |     |  |  |  |  |  |  |  |  |
| Inscrits/Participation               | Inscrits/Participation               | 1 052 652                            | 79,36                                |                                      |        |     |  |  |  |  |  |  |  |  |

## Analyse

Résultats des élections par province

Le parti uni présenta un candidat dans chacune des 150 circonscriptions. Le parti national purifié présenta 103 candidats alors que les travaillistes en présentaient 37 et 33 pour les fédéralistes. Les indépendants présentèrent 31 candidats, les socialistes et le mouvement des Greyshirts en présentèrent 3 chacun.
Au soir des élections, le parti sud-africain est largement victorieux en voix et en sièges, dominant dans toutes les provinces du pays, écrasant ses rivaux au Transvaal.
Le parti national purifié cependant confirme son assise électorale dans la province du Cap (où sont également élus ou réélus Daniel Malan, Paul Sauer, Karl Bremer, Eric Louw, Stephanus Petrus le Roux et François Christiaan Erasmus). Toutefois, le parti national purifié ne remporte qu'un siège de député au Transvaal (celui de Johannes Strijdom) alors que Charles Swart, député sortant, est battu dans sa circonscription de Ladybrand (état libre d'Orange).
Si le chef de file des travaillistes, Walter Madeley est réélu à Benoni, le chef des fédéralistes du parti du Dominion, Charles Stallard, est battu dans sa circonscription de Roodepoort par F.B. Allen, le candidat du parti uni.
| Parti                  | Cap | Natal | Orange FS | Transvaal | Total |
| ---------------------- | --- | ----- | --------- | --------- | ----- |
| Parti Uni              | 38  | 7     | 9         | 57        | 111   |
| Parti national purifié | 20  | 0     | 6         | 1         | 27    |
| Parti travailliste     | 0   | 1     | 0         | 2         | 3     |
| Parti du Dominion      | 1   | 7     | 0         | 0         | 8     |
| Parti socialiste       | 0   | 1     | 0         | 0         | 1     |
| Total                  | 59  | 16    | 15        | 60        | 150   |